# Helsingfors ishall
Helsingfors ishall (finska: Helsingin jäähalli) är en ishall på Nordenskiöldsgatan i Tölö i Helsingfors. Ishallen byggdes efter ritningar av arkitekterna Jaakko Kontio och Kalle Räike, och invigdes den 1 oktober 1966. Hallen är den äldsta ishallen i Helsingfors, och hemmaplan för HIFK. Kapaciteten är ca 8 200 åskådare. 
Här spelades bland annat matcher under juniorvärldsmästerskapet i ishockey 2016.

### Fotnoter
1. ↑  ”Söderström hel och nöjd”. Göteborgsposten. 2 januari 2016. Arkiverad från originalet den 5 januari 2016. https://web.archive.org/web/20160105113102/http://www.gp.se/sport/1.2944980-soderstrom-hel-och-nojd. Läst 5 januari 2016.